# إمون محمود بابو
إمون محمود بابو (بالبنغالية: ইমন মাহমুদ)‏ هو لاعب كرة قدم بنغلاديشي في مركز الوسط، ولد في 3 يونيو 1991 في بنغلاديش. شارك مع منتخب بنغلاديش لكرة القدم. أما مع النوادي، فقد لعب مع Abahani Limited Dhaka ‏.

## وصلات خارجية
- إمون محمود بابو على موقع إي إس بي إن إف سي (الإنجليزية)
- إمون محمود بابو على موقع ناشيونال فوتبول تيمز (الإنجليزية)
- إمون محمود بابو على موقع Soccerway.com (الإنجليزية)
- إمون محمود بابو على موقع عالم كرة القدم.نت (الإنجليزية)